# Chicago Fire (televisieserie)
Chicago Fire is een Amerikaanse televisieserie bedacht door Michael Brandt en Derek Haas, geproduceerd door Dick Wolf en uitgezonden door NBC. In de dramaserie spelen onder meer Jesse Spencer, Taylor Kinney, Monica Raymund, Lauren German en David Eigenberg. Het eerste seizoen werd uitgezonden vanaf herfst 2012.
In de serie wordt het leven van de brandweerlieden en paramedici werkzaam bij het 25th Bataljon van het Chicago Fire Department gevolgd, zowel professioneel als privé. In de brandweerkazerne is iedereen toegewezen aan een van de wagens: Truck 81, Squad 3, Ambulance 61, engine 51 en 25 Bataljon. Sommige beelden zijn gefilmd in een echte brandweerkazerne in Chicago. Opvallend is de verbinding met spin-offs Chicago P.D. en Chicago Med. De personages hiervan zijn regelmatig te zien in alle drie de series. Ook gerelateerd aan deze series is het langlopende politiedrama Law & Order: Special Victims Unit. De personages van deze serie, die zich in New York afspeelt, duiken ook af en toe op in Chicago.
Wereldwijd kochten meerdere televisiezenders de serie aan. Het Canadese Global Television Network en het Britse Sky Living waren de eersten. Het Nieuw-Zeelandse TV3 volgde in de zomer van 2013. Het Vlaamse VTM en het Australische Fox8 begonnen met het eerste seizoen in december 2013. In Nederland wordt het uitgezonden door Fox en Net5. Het eerste seizoen telde 24 afleveringen. De seizoenen daarna hadden 22 of 23 afleveringen.

## Rolverdeling

### Hoofdrollen
- Jesse Spencer speelt Matthew '''Matt''' Casey, luitenant in Firehouse 51 en hij heeft de leiding over Truck 81. Hij heeft in het eerste seizoen een relatie met arts-assistent Hallie Thomas die omkomt door een heftige brand in de kliniek waar ze werkt. Later in de serie krijgt hij een relatie met Gabriela Dawson met wie hij ook uiteindelijk trouwt. Naast zijn baan bij de brandweer werkt hij ook als zelfstandig aannemer. In seizoen 6 wordt hij gepromoveerd tot kapitein. aan het eind van seizoen 6 verlaat Dawson Chicago en scheiden de twee. In seizoen 10 verlaat hij chicago om op Ben en Griffin  te oppassen  om dat hun moeder in de gevangenis zit
- Taylor Kinney speelt Kelly Severide, de tweede luitenant in Firehouse 51 en de leidinggevende van Rescue Squad 3 en krijgt een relatie met Stella Kidd.in seizoen  10 trouwen ze
- Monica Raymund speelt Gabriela Dawson. In eerste instantie Paramedicus op Ambulance 61 samen met Leslie Shay. Ze volgt de brandweeropleiding en wordt brandweervrouw. Uiteindelijk keert ze terug op de Ambulance 61 met Sylvie Brett. Ze heeft relaties met collega Peter Mills en later met Matthew Casey met wie ze uiteindelijk ook trouwt. Buiten haar werk bij Firehouse 51 is ze ook mede-eigenaar van de bar Molly's. Aan het eind van seizoen 6 verlaat ze Chicago om in Puerto Rico te gaan werken.
- Lauren German speelt Leslie Shay. Paramedicus op Ambulance 61 en vaste collega van Gabriela Dawson tijdens de eerste twee seizoenen. Shay is lesbisch en heeft verschillende relaties in de serie. Is goed bevriend met Kelly Severide met wie ze ook een appartement deelt. Komt om bij een explosie aan het einde van het tweede seizoen.
- Eamonn Walker speelt Wallace Boden, de Commandant van Firehouse 51. Een ervaren brandweerman en voorheen collega van de vaders van Severide en Mills. Later trouwt Boden en krijgt samen met zijn vrouw een zoon. Hij heeft al een zoon uit een eerder huwelijk.
- David Eigenberg speelt Christopher Herrmann. Een van de oudere brandweermannen in Firehouse 51 en plaatsvervangend luitenant van Truck 81. Herrmann is getrouwd en vader van vier kinderen bij aanvang van de serie. In seizoen 1 wordt zijn vijfde kind geboren. Geeft vaak advies aan Wallace Boden over het vaderschap. Herrmann is mede-eigenaar van de bar Molly's. Wordt gepromoveerd naar luitenant.
- Charlie Barnett speelt Peter Mills. Mills begint in de serie als nieuwe brandweerman bij truck 81. Later stapt hij over naar Squad 3. Als hij ongeschikt wordt voor Squad verliest hij zijn positie op Squad en stapt over op Ambulance 61 samen met Sylvie Brett. Uiteindelijk keert hij terug op Squad, maar aan het einde van seizoen 3 verlaat hij met zijn moeder en zus de stad om een restaurant te beginnen, nadat hun restaurant in Chicago door een brand was verwoest. De vader van Peter Mills was een collega van commandant Wallace Boden en Kelly Severides vader, tot hij omkwam bij een brand. Hij heeft Chicago verlaten om bij een restaurant te werken met zijn familie.
- Yuri Sardarov speelt Brian "Otis" Zvonecek. Brandweerman en later chauffeur van truck 81. Zijn bijnaam is tevens de naam van een grote liftproducent. Deze krijgt hij omdat hij wordt ingezet bij liften en ladders. In seizoen 8 overlijdt Otis nadat ze waren opgeroepen gewond raakte bij een brand waarna hij na paar dagen komt hij te overlijden in Chicago Med.
- Joe Minoso speelt Joe Cruz, chauffeur van Truck 81. In seizoen 3 wordt Cruz overgeplaatst naar Squad 3. Cruz heeft een jongere broer genaamd Leon Cruz. Deze komt regelmatig in de problemen met bendes en Cruz is dan ook vaak bezig om hem uit de problemen te helpen.
- Christian Stolte speelt Randy "Mouch" McHolland. Een van de meer ervaren brandweermannen in Firehouse 51. Zijn bijnaam is een samenvoeging van de woorden "man" en "couch" (Engels voor "bank"). Deze dankt hij aan het feit dat hij in de kazerne meestal op de bank voor de tv zit. Mouch is ook de vakbondsvertegenwoordiger in de kazerne en wordt vaak ingeschakeld als een van de collega's berispt of geschorst worden. Hij is getrouwd met Sergeant Trudy Platt uit Chicago PD.
- Teri Reeves speelt in het eerste seizoen Doctor Hallie Thomas. Ze is een arts-assistent en tevens de vriendin van Matthew Casey. Aan het einde van het eerste seizoen komt ze om bij een brand in een kliniek waar ze werkt. Ze wordt door Casey wel uit het brandende gebouw gehaald maar blijkt bij aankomst in het ziekenhuis toch te zijn overleden. Later blijkt dat ze al was overleden voordat de brand uitbrak.
- Kara Killmer speelt Sylvie Brett. Paramedicus en vervanger van Leslie Shay na diens overlijden. Afkomstig uit een klein dorp en ze heeft in het begin moeite om te wennen aan de grote stad Chicago. Samen met Dawson werkt ze op Ambulance 61.
- Dora Madison speelt Jessica "Chili" Chilton. Paramedicus en vervanger van Peter Mills na diens vertrek aan het einde van seizoen 3. Raakt aan de drank na het overlijden van haar zus en wordt in seizoen 4 door Wallace Boden gedwongen om hulp te zoeken.
- Steven R. McQueen speelt Jimmy Borrelli. Brandweerman en de nieuweling in seizoen 4. Jimmy heeft een oudere broer (Danny) die brandweerman is bij een andere kazerne. Deze probeert Jimmy over te halen om bij hem te komen werken maar dat ziet hij zelf niet zo zitten. Danny komt om bij een brand aan het einde van seizoen 4. Jimmy geeft Wallace Boden daarvan de schuld. In het begin van seizoen 5 raakt Jimmy zwaargewond na een explosie en raakt zijn linkeroog kwijt. Hierdoor kan hij geen brandweerman meer zijn en moet noodgedwongen revalideren.
- Miranda Rae Mayo speelt Stella Kidd. Ze verschijnt halverwege het vierde seizoen in de serie. Ze is brandweervrouw en gescheiden. Kidd heeft ervaring met het runnen van een bar en komt dan ook helpen bij Molly's. Haar ex zorgt regelmatig voor problemen. Ze krijgt een aan-uit relatie met Kelly Severide. In seizoen 10 trouwen ze .
- Annie Ilonzeh speelt Emily Foster die in seizoen 7 Gabriele Dawson vervangt op Ambulance 61. Ze werd ambulancemedewerker nadat ze van de doktersopleiding gestuurd werd vanwege valsspelen op het examen. Aan het eind van seizoen 8 keert ze terug naar de doktersopleiding
- Adriyan Rae speelt Gianna Mackey  vervangt in seizoen 9 emliy foster omdat die weer terug naar doktersopleinding is gegaan  werkt ze samen met sylvie brett op  ambu 61 .eind seizoen  9 vertrekt ze ook weer .
- , Hanako Greensmith speelt Violet Mikami Ze ging naar dezelfde brandweeracademie als Blake Gallo, het paar dat altijd met elkaar wedijverde. verhuisde, was ze paramedicus voor Ambulance 99 bij Firehouse 20.
- Voordat ze naar Firehouse 51  om samen met sylvie brett  op ambo 61 te gaan rijden
- Randy Flagler speelt Harold Capp , een onopvallende brandweerman en al vanaf het begin lid van Squad 3 van Severide. Raakt aan het eind van seizoen 8 gewond als er een chemische explosie plaatsvindt.
- Anthony Ferraris is geen acteur maar een echte brandweerman uit Chicago. In het echt werkt hij bij Squad 2. In de serie is hij brandweerman Tony Ferraris en speelt hij dus in feite zichzelf. Hij is de chauffeur en bediener van Squad 3.
- Alberto Rosende speelt  Blake Gallo komt in seizoen 8   naar dat hij brandweerkazerne 90 weg is gestuurd door zijn actie  om 5hoog naar boven te klimmen zonder veiligheid attributen om te doenmatt casey wou hem nog een kans geven en heeft een transfer naar firehouse 51 kunnen regelen voor Gallo
- Daniel Kyri speelt  Darren Ritter Hij is een brandweerkandidaat die oorspronkelijk was toegewezen aan Engine 37. Nadat hij tijdens de Highrise Fire bevroor tijdens een oproep, werd hij door Lt. Paxson van Engine 37 getrapt en bleef hij een tijdje drijven voordat hij besloot de CFD te verlaten. Nadat hij echter met Randall McHolland had gesproken en een aanbod van luitenant Christopher Herrmann had geaccepteerd, trad hij toe tot Engine 51 en verhuist hij naar brandweerkazerne 51

### Bijrollen
- DuShon Monique Brown speelde Connie, Commandant Boden's secretaresse.
- Christine Evangelista speelt Allison Rafferty, paramedicus. Vervangt in seizoen 2 Gabriela Dawson wanneer die naar de brandweeracademie gaat voor haar opleiding tot brandweervrouw. Wordt aan het einde van hetzelfde seizoen geschorst en verdwijnt dan ook weer uit de serie.
- Brian White speelt Dallas Patterson. Verschijnt in het begin van seizoen 4 in de serie als luitenant en vervanger van Kelly Severide. Later wordt hij door een leidinggevende van het brandweerkorps aangewezen als vervangende commandant van Firehouse 51 wanneer Wallace Boden in de problemen komt door valse aanklachten.

### Tabel
| Acteur            | Personage                 | Seizoen                           | Voertuig                          |
| ----------------- | ------------------------- | --------------------------------- | --------------------------------- |
| Jesse Spencer     | Matthew Casey             | 1 - 10                            | Truck 81                          |
| Taylor Kinney     | Kelly Severide            | 1 - heden                         | Squad 3                           |
| Monica Raymund    | Gabriela Dawson Casey     | 1 - 6 gastrol in 8                | Ambulance 61 en Truck 81          |
| Eamonn Walker     | Wallace Boden             | 1 - heden                         | Commandant 25                     |
| David Eigenberg   | Christopher Herrmann      | 1 - heden                         | Truck 81 en Engine 51             |
| Yuri Sardarov     | Brian "Otis" Zvonecek     | 1 - 8 (1 aflevering)              | Truck 81                          |
| Joe Minoso        | Joe Cruz                  | 1 - heden                         | Truck 81 en Squad 3               |
| Christian Stolte  | Randy "Mouch" McHolland   | 1 - heden                         | Truck 81                          |
| Lauren German     | Leslie Shay               | 1 - 2 (terugkerend in flashbacks) | Ambulance 61                      |
| Charlie Barnett   | Peter Mills               | 1 - 3                             | Truck 81, Squad 3 en Ambulance 61 |
| Kara Killmer      | Sylvie Brett              | 3 - heden                         | Ambulance 61                      |
| Dora Madison      | Jessica "Chili" Chilton   | 4                                 | Ambulance 61                      |
| Steven R. McQueen | Jimmy Borrelli            | 4 (2 afleveringen seizoen 5)      | Truck 81 en Ambulance 61          |
| Miranda Rae Mayo  | Stella Kidd               | 4 - heden                         | Truck 81                          |
| Annie Ilonzeh     | paramedicus Emily Foster  | 7- 8                              | Ambulance 61                      |
| Daniel Kyri       | Darren Ritter             | 7 - heden                         | Engine 51                         |
| Alberto Rosende   | Blake Gallo               | 8 - heden                         | Truck 81                          |
| Adriyan Rae       | Paramedicus Gianna Mackey | 9 - 9                             | Ambulance 61                      |
| Hanako Greensmith | Paramedicus Violet Mikami | 9 - heden                         | Ambulance 61                      |

## Afleveringen
| Seizoen | Aantal afleveringen | Originele uitzenddatum            |  |
| ------- | ------------------- | --------------------------------- |  |
| 1       | 24                  | 10 oktober 2012 – 22 mei 2013     |  |
| 2       | 22                  | 24 september 2013 – 13 mei 2014   |  |
| 3       | 23                  | 23 september 2014 – 12 mei 2015   |  |
| 4       | 23                  | 13 oktober 2015 – 17 mei 2016     |  |
| 5       | 22                  | 11 oktober 2016 – 16 mei 2017     |  |
| 6       | 23                  | 28 september 2017 – 10 mei 2018   |  |
| 7       | 22                  | 26 september 2018 – 22 mei 2019   |  |
| 8       | 20                  | 25 september 2019 – 15 april 2020 |  |
| 9       | 16                  | 11 november 2020 – 26 mei 2021    |  |
| 10      | 22                  | 22 september 2021 – 25 mei 2022   |  |
| 11      | 22                  | 21 september 2022 – 24 mei 2023   |  |
| 12      | 13                  | 17 januari 2024 – 22 mei 2024     |  |